# 舍斯托維齊亞
51°23′6″N 31°11′31″E / 51.38500°N 31.19194°E
舍斯托維齊亞（烏克蘭語：Шестовиця）是位於烏克蘭北部切爾尼希夫州裏切爾尼希夫區的村莊，始建於1523年，面積4.12平方公里，海拔高度118米，2001年人口688，2025年人口477，人口密度每平方公里167人。